# ASD 비크토르 산 마리노
아소차치오네 스포르티바 딜레탄티스티카 비크토르 산마리노(이탈리아어: Associazione Sportiva Dilettantistica Victor San Marino)는 산마리노 세라발레를 연고로 하는 의 축구 클럽이다. 현재는 이탈리아의 4부 축구 리그인 세리에 D에 참가하고 있다.

## 선수 명단

### 현역
참고: FIFA 자격 규정에 따라 소속된 국가대표팀 국기를 표시합니다. 선수는 복수의 FIFA 비회원국 국적을 가지고 있을 수 있습니다.
| 번호 | 포지션 | 국적   | 이름      |
| ---- | ------ | ------ | --------- |
| 28   | MF     | 세네갈 | 세린 데메 |

| 번호 | 포지션 | 국적 | 이름 |
| ---- | ------ | ---- | ---- |

### 역대
틀:ASD 비크토르 산 마리노 선수 명단